# Mountain Lions de Sacramento
Les Mountain Lions de Sacramento (en anglais : Sacramento Mountain Lions) étaient une franchise professionnelle de football américain de l'United Football League basée à Sacramento.

## Histoire
La franchise est fondée en 2009 sous le nom des Redwoods de la Californie (California Redwoods), l'équipe n'a pas vraiment de base fixe, les matchs à domicile sont répartis entre l'AT&T Park de San Francisco et le Spartan Stadium à San José. À partir de la saison 2010, la franchise s'installe à Sacramento et change de nom pour devenir les Mountain Lions de Sacramento (Sacramento Mountain Lions).

## Saisons
| Saison | Victoire | Défaite | Nul | Séries éliminatoires |
| ------ | -------- | ------- | --- | -------------------- |
| 2009   | 2        | 4       | 0   | Non qualifié         |
| 2010   | 4        | 4       | 0   | Non qualifié         |
| 2011   | 1        | 3       | 0   | Non qualifié         |